# Марцинковский, Владислав
Владислав Марцинковский (пол. Władysław Marcinkowski; 16 июня 1858, Mieszków, Greater Poland Voivodeship, Великопольское воеводство — 10 декабря 1947, Познань) — польский скульптор.

## Биография
Сын сапожника. Сначала изучал скульптуру в Вечерней школе рисования и лепки в Познани под руководством Мариана Ярочинского, затем учился в Берлине и Париже. Одним из его учителей в Париже был Циприан Годебский. Во время парижского, а затем берлинского периода (он поселился в Берлине около 1890 года) он поддерживал контакты с поляками, живущими в эмиграции, особенно с художниками, неоднократно создавая портретные скульптуры. В 1905 году он переехал в Совинец, где управлял имением Тачановских и работал в собственной скульптурной мастерской.
Был активным членом Великопольской ассоциации художников. С 1914 постоянно жил в Познани; у него была собственная мастерская, а в 1926—1939 годах он был директором Великопольского военного музея. В 1929 году организовал художественный отдел Всеобщей национальной выставки в Познани. 50-летие творческой деятельности Марцинковского было отмечено художественной премией города Познани в 1929 году.
Умер 10 декабря 1947 года в Познани.

## Творчество
В основном он создавал портретные скульптуры и изображения на религиозную тематику. Самые известные его работы:
- Скульптуры в Познанском соборе: Христос вручает ключ Св. Петра, 1893 г., надгробие архиепископа Диндера и саркофаг кардинала Ледоховского.
- Познань, Меркурий и Геркулес на фасаде банка Пшемысловцов
- Познань, памятный медальон Фридерику Шопену, 1910 г.

## Награды
- Офицерский крест Ордена Возрождения Польши (2 мая 1923)[4]
- Золотой Крест Заслуги (11 ноября 1936)[5]